# Luipaardtekening
Een luipaardtekening (leopardus) is een patroon bestaande uit vlekken dat doet denken aan de tekening van een luipaard (of panter). Luipaardtekeningen komen bij verschillende dieren en planten voor, sommige soorten hebben er hun Nederlandse of wetenschappelijke naam aan te danken. Een voorbeeld is de panterkameleon (Chamaeleo pardalis), de soortaanduiding pardalis betekent 'panter' in het Latijn.
Een luipaardpatroon wordt ook gebruikt als motief in de mode.